# Distrito judicial de Puno
El distrito judicial de Puno es una división administrativa del Poder Judicial del Perú. Tiene como sede la ciudad de Puno y su competencia se extiende al departamento homónimo.

## Historia
En la primera constitución política del Perú se decretó que las funciones judiciales las ejercía el Poder Judicial, el mismo que estaría encabezado por la Corte Suprema de la República y estaría dividido en las cortes superiores de Arequipa, Cusco y Trujillo. Posteriormente, Simón Bolívar dispuso mediante decreto dictatorial del 4 de abril de 1825 que el territorio del departamento de Puno estuviera sometido a la competencia de la Corte Superior de Justicia de Arequipa.
El 26 de octubre de 1832, los diputados por Puno presentaron un proyecto de ley para la creación de una Corte Superior con sede en la ciudad capital del departamento de Puno, logrando que se apruebe la Ley N.º 138 de fecha 21 de diciembre de 1832, la misma que fue aprobada el 7 de enero de 1833 por el presidente Agustín Gamarra Messía, y como ministro de Justicia don José María Pando. Sin embargo, esta ley no se promulgaría sino hasta 7 años después, el 20 de octubre de 1846, durante el gobierno de Ramón Castilla y su implementación demoró otros cinco años, hasta que Ramón Castilla volviera al poder, y declarara el 28 de julio de 1850 como establecida a la corte puneña.

## Conformación
El distrito judicial de Puno contiene 73 dependencias judiciales incluyendo 6 salas superiores, 41 juzgados de primera instancia, 26 juzgados de paz letrados y diversos juzgados de paz en distintas partes del territorio de su jurisdicción.

## Jurisdicción
El distrito judicial de Puno tiene jurisdicción sobre todo el departamento de Puno.